# 骆沙鸣
骆沙鸣（1957年—），汉族，中华人民共和国政治人物，第十一届、第十二届、第十三届全国政协委员。
加入台湾民主自治同盟，担任台盟中央委员、福建省委副主委、泉州市委主委、福建省泉州市政协副主席。2008年，当选第十一届全国政协委员，代表台湾民主自治同盟，分入第十三组。2018年1月，当选第十三届全国政协委员。